# Lakeisha Patterson
Lakeisha Dawn Patterson (Wodonga, 5 de enero de 1999) es una nadadora paralímpica australiana. Ganó medallas en los Juegos de la Mancomunidad de 2014 y en el Campeonato Mundial de Natación Adaptada del IPC de 2015 en Glasgow. En los Juegos Paralímpicos de Río de Janeiro 2016, ganó la primera medalla de oro de Australia en un récord mundial de natación en los 400 metros libres de estilo S8.

## Vida personal
Patterson nació el 5 de enero de 1999 en Wodonga, Victoria. Tiene un comienzo temprano de la enfermedad de Parkinson, epilepsia y parálisis cerebral, hemiplejía izquierda. Vive en Bribie Island, Queensland.

## Carrera deportiva
Patterson comenzó a nadar a los tres años como parte de su rehabilitación para superar la rigidez muscular. Está clasificada como una nadadora S8. Inicialmente se entrenó con Steve Hadler en el Club de Natación Southern Cross, Scarborough y con Suellyn Fraser en el Centro de Ocio Acuático de Bribie Island.

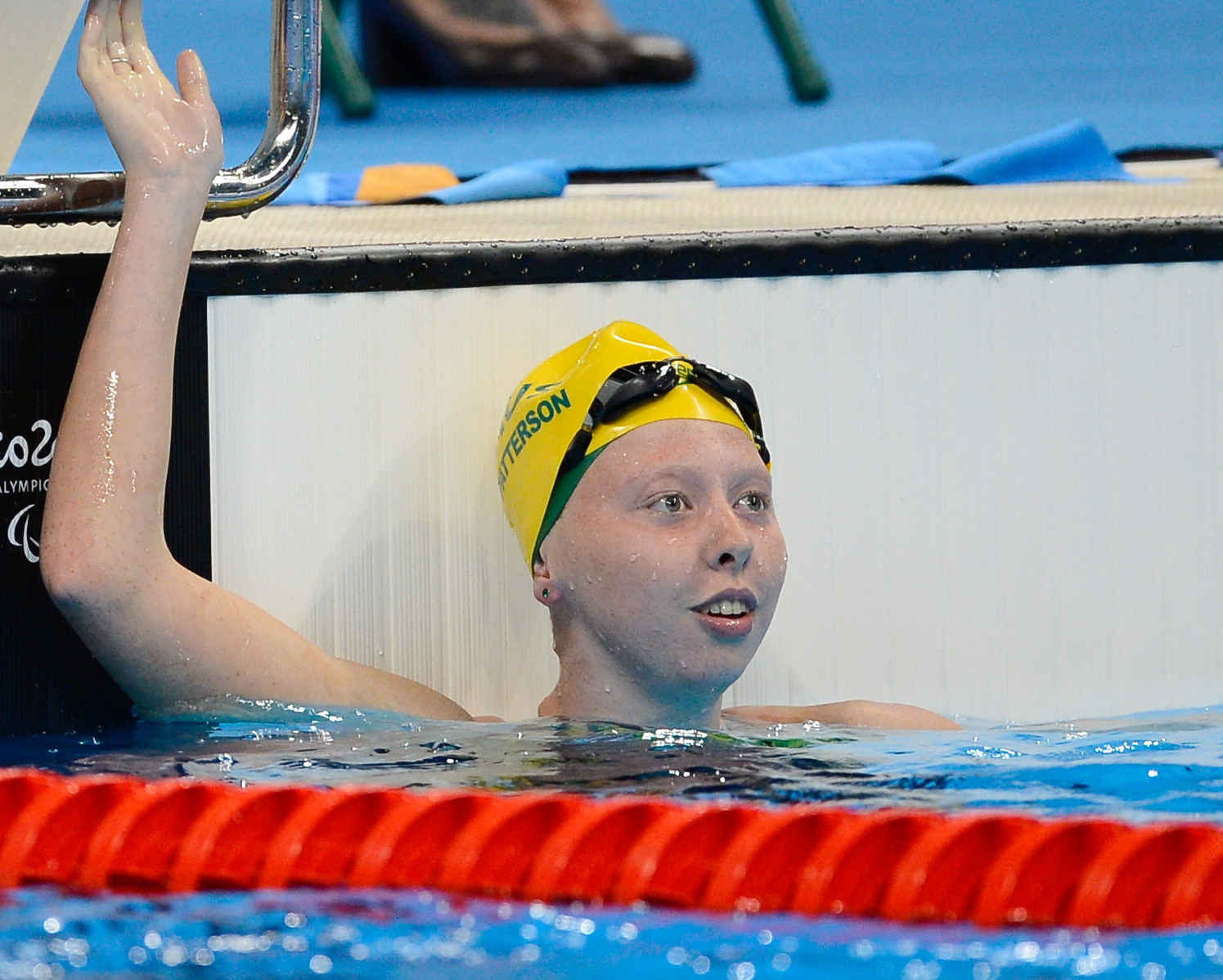
Patterson después de ganar el estilo libre de 400 m en los Juegos Paralímpicos de Río de Janeiro.

En los Juegos de la Mancomunidad de 2014 en Glasgow, Escocia, ganó la medalla de bronce en los 100 m de estilo libre femenino S8. Compitiendo en los Campeonatos Mundiales de Natación IPC de 2015 en Glasgow, ganó una medalla de oro en los 4 × 100 m estilo libre de relevos femeninos 34 puntos, medallas de plata en los 50 m estilo libre S8 y 4 × 100 m estilo libre de relevos femeninos 34 puntos y medallas de bronce en los 100 m estilo libre S8 y 400 m estilo libre S8. Terminó quinta en los 100 m braza S8.
En abril de 2016, fue seleccionada como parte del equipo nacional para los Juegos Paralímpicos de Río de Janeiro 2016. Ganó la primera medalla de oro de Australia en los Juegos Paralímpicos de Río de Janeiro al ganar los 400 metros libres femeninos de S8, estableció un nuevo récord mundial, récord paralímpico y récord de Oceanía de 4:40:33, rebajando 0.11 segundos del anterior récord mundial establecido por su ídolo de toda la vida, la americana Jessica Long, que llegó en segundo lugar. Fue miembro del equipo que ganó la medalla de oro en el relevo femenino de 4 × 100 m estilo libre 34 puntos. Tres medallas de plata se ganaron en los 50 y 100 metros libres S8 femeninos, detrás de Maddison Elliott y en el relevo 4 x 100 metros libres femenino de 34 puntos.
En su reflexión sobre la competición en Río 2016, Patterson dice: «Si alguien me hubiera dicho hace un año que aquí es donde estaría yo habría dicho: no, esto es una broma». Pero después de ganar su primera medalla de oro contra Jessica Long, afirma .«Sabía que tenía que atacar y salir con fuerza y seguir luchando por ello, y sabía que ella estaba justo detrás de mí, así que solamente tenía que seguir adelante».
En los Campeonatos Mundiales de Para-Natación de Londres de 2019, ganó la medalla de oro en los 400 metros libres de S9.
En 2015, fue entrenada por Jan Cameron en el Centro de Entrenamiento Paralímpico de la Universidad de Sunshine Coast. A principios de 2016, se unió al Club de Natación de Lawnton para entrenar con el entrenador Harley Connolly. Desde 2016, es becaria de la Academia de Deportes de Queensland.

## Reconocimiento
- 2016 - Atleta de Queensland con un premio de discapacidad.[18]
- 2016 - Asociación de Deportistas y Discapacitados Atleta Femenina del Año.[19]
- 2017 - Medalla de la Orden de Australia.[20]
- 2017 - Swimming Australia Mrs. Gina Rinehart Patron Award.[21]
- 2018 - UniSport Australia - Desempeño sobresaliente de un atleta con discapacidad,[22]
- 2019 - Natación Australia Programa Paralímpico Nadador del Año (ganadora conjunta con Tiffany Thomas Kane).[23]